# Korrektúra

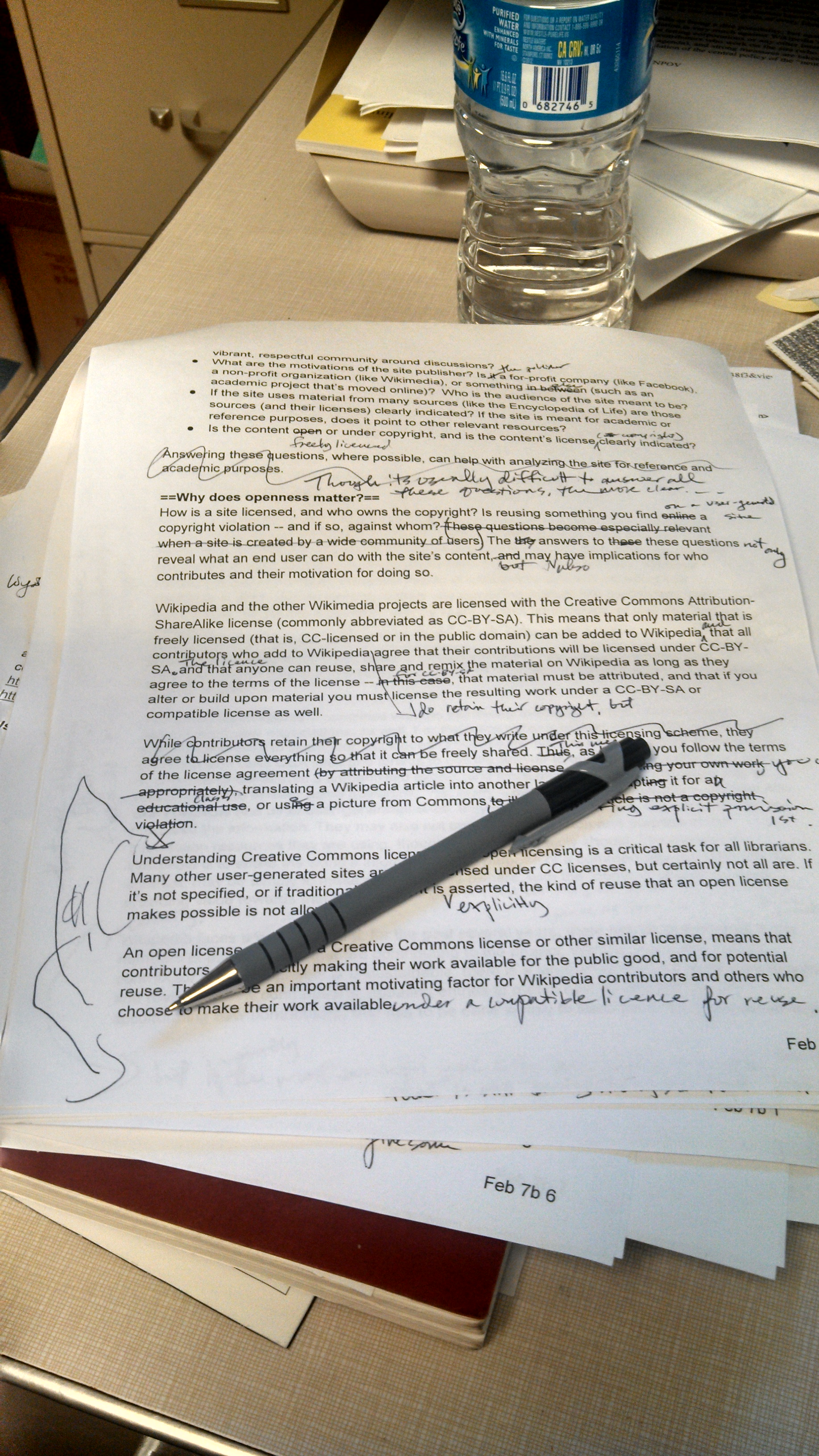
Kézirat lektorálás után

A korrektúra vagy korrektúraolvasás azt a munkafolyamatot jelöli, amelynek során a korrektor kijavítja a helyesírási, nyelvhelyességi és tipográfiai hibákat a közlésre szánt nyomtatott vagy elektronikus szövegben. A korrektúraolvasásra különösen is érvényes, hogy a minőség fontosabb a gyorsaságnál.
A kiadói és nyomdai munkák közül alighanem a leghálátlanabb feladat. Az olvasók és a kritikák általában csak akkor emlékeznek meg róluk, ha értelemzavaró elírások vagy helyesírási hibák maradtak a szövegben. Elenyészően ritka a százszázalékos, azaz hibamentes korrektúraolvasás, hiszen a korrektoroknál is felléphet az emberi tényező, azaz hibázhatnak.

## A korrektor
A hagyományos könyvkiadásban a korrektor legfontosabb feladata az volt, hogy összehasonlítsa a kiszedett szöveget a kézirattal, és javítsa a szedő hibáit. A számítógépes szedésben azonban nincs eredeti kézirat és szedés, hiszen a szerző, a fordító vagy a kiadó egyik munkatársa maga szedi, azaz maga írja be a szöveget a számítógépbe. Ezért az addig két különböző munkakör: a kézirat-előkészítői és a korrektori közelített egymáshoz.

## Korrektúrafordulók
Régen a nyomda vagy az önálló fényszedő üzem kiszedte a nyomdai kéziratot, és az így előállt hasáblevonatot (kefelevonat) házilag ellenőrizték az üzemben (házi korrektúra), majd megküldték a kiadónak. A korrektor jelölte a kézirattól eltérő szedési hibákat. Ezt nevezték első korrektúrafordulónak. A szerző ebben a fázisban még javíthatott, ezt nevezték szerzői vagy szerkesztői korrektúrának.
Ezután a nyomda, a hibák javítása után, betördelte a szöveget, majd megküldte a kiadónak az újabb levonatot (tördelt levonat). Ebben a második (vagy harmadik) korrektúrafordulóban már csak a hibákat lehetett javítani, hiszen az újabb kiegészítések és pótlások értelmetlenné tették volna a tördelést.
Ha kevés volt a hiba, akkor a kiadó imprimálta, azaz engedélyt adott a nyomásra.
A nyomdák revizorokat is alkalmaztak, akik a gyorssajtón lehúzott oldalakat még egyszer összevetették az imprimatúrával.
A számítógép átrendezte a kiadók és a nyomdák hagyományos kapcsolatát, és megnövelte a szerzők, valamint a fordítók felelősségét. A munkafázisok száma csökkent, így a kézirattal dolgozó többi munkatárs feladata is fontosabbá vált.
A számítógép megkönnyítheti a munkafolyamatokat, hatékonysági okok miatt mégis szerencsésebb, ha a szerkesztők és a korrektorok hagyományosan, azaz papíron dolgoznak.
Még mindig be kell tartani bizonyos általános szabályokat is. Ilyen például, hogy a szerző már nem írhatja át a tördelt levonatot.

### Típushibák kiszűrése
A korrektor a nyelvtani, helyesírási hibákért felel, következésképpen tartalmi kérdésekben nem dönthet.
Fokozottan figyelnie kell a következőkre:
- A szerző nevének és a könyv címének egységes írása a könyv különböző helyein.
- A könyvben szereplő nevek egységes írása.
- A terminológia egységes írása.
- A címfokozatok tipográfiájának megfelelése a tartalomjegyzékben és a szövegben.
- Az idézőjelek és zárójelek helyes használata, hiánytalan megléte.
- A jegyzetek pontos számozása.
- Bizonyos tipográfiai típushibák kiszűrése.
- A címnegyed, a tartalomjegyzék és a kolofon szövegének fokozott ellenőrzése.

### A korrektúrajelek alkalmazása
Az általánosan használt korrektúrajeleket a szerzőknek is ismerniük kell, hiszen a szerzői korrektúrán ők is csak ezeket az egyezményes jeleket használhatják.
A korrektúrajeleket mindig kétszer tüntetjük fel: egyszer a hiba előfordulási helyén, a szövegben, másodszor pedig megismételjük a margón, melléírva a helyes megoldást vagy utasítást.
A korrektúrára vonatkozó megjegyzéseket minden esetben be kell keretezni körvonallal.

### Korrektúrajelek
- Hibásan szedett, sérült vagy fordított betű, szám vagy írásjel kicserélése és pótlása.
- Több, egymás mellett álló betű vagy egy-egy szó megváltoztatása.
- Nagyobb terjedelmű szöveg megváltoztatása.
- Egy vagy több hiányzó szó vagy szövegrész pótlása.
- Egy vagy több hiányzó sor elhelyezése.
- Fölösleges betűk, szavak, sorok vagy egyéb szövegelemek törlése.
- Táblázat-, klisé-, képlethivatkozás elhelyezése.
- Szomszédos betűk vagy szavak felcserélése.
- Nem szomszédos betűk vagy szavak felcserélése.
- Szócsoport különböző sorrendi felcserélése.